# چیزی برای پسرها
چیزی برای پسرها (انگلیسی: Something for the Boys) یک فیلم در ژانر موزیکال به کارگردانی لوئیس سایلر است که در سال ۱۹۴۴ منتشر شد. از بازیگران آن می‌توان به کارمن میراندا، ویویان بلین، و مایکل اوشی اشاره کرد.